# Benjamin Green Arnold
Pour les articles homonymes, voir Arnold.
Benjamin Green Arnold (1813-1894) est un négociant américain en café, surnommé le « roi du café » à New York, qui a cependant échoué à soutenir les cours mondiaux lorsqu'il a dirigé le corner sur le café de 1880, importante spéculation de l'histoire de la caféiculture.

## Histoire
Le premier Benjamin Green Arnold arrive de New York, en provenance du Rhode Island en 1836 et trouve un emploi de comptable chez un épicier de l'est de la ville. Quinze ans après il est associé au capital, puis prend la direction de l'entreprise en 1868, les banques lui accordant dès cette époque des lignes de crédit de plusieurs millions de dollars. 
C'est l'époque où débute la spéculation sur la hausse des cours du café menée par la "Trinité" américaine: le jeune O.G. Kimball, de Boston, associé à Benjamin Green Arnold et Bowie Dash, issu de la firme Scott & Meiser. En contrôlant les stocks, pour étrangler leurs concurrents dans un " Corner", tous trois ont maintenu artificiellement élevé le prix du café, qui est finalement emporté par le déferlement de la production brésilienne sur le marché. Sur les onze premiers mois de 1880, les cours ne cessent de baisser. Le 27 octobre, Risley, maison de négoce active depuis 30 ans, est en faillite avec un "trou" de 0,4 million de dollars. Le 4 décembre 1880, c'est son compère O.G. Kimball, 42 ans et bonne santé, décède après une partie de cartes, ce qui désintègre sa société et met en difficulté ses créanciers et associés, constate le New York Times le 8 décembre. Benjamin Green Arnold se retrouve lui aussi en faillite: il a 2,1 millions de dollars de dettes pour moitié moins d'actifs.
Plusieurs des négociants en faillite, créent le premier marché à terme du café, afin d'empêcher les spéculateurs d'étrangler le marché, le New York Coffee Sugar and Cocoa Exchange. Benjamin Green Arnold, héberge les réunions dans ses locaux du 166 Pearl Street à New York et devient le premier président. Les échanges démarrent le 7 mars 1882.
Lors d'un voyage en Europe, il rencontre à Saint-Gaudens, dans les Pyrénées, Frances Snow, qu'il épouse. Après l'échec du corner sur le café de 1880, son fils F.B. Arnold reprend l'entreprise puis la transmet à ses enfants sous la dénomination Arnold, Dorr and Co.